# Eduardo Antonio Dos Santos
Eduardo Antonio Dos Santos, també conegut com a Edú Manga, és un exfutbolista brasiler. Va néixer a Osasco el 2 de febrer de 1967. Ocupava la posició de migcampista.

## Trajectòria
Comença a destacar a les files del Palmeiras, del seu país natal, on jugaria entre el 1985 i el 1990 prop de 200 partits i marcaria 42 gols. Fitxa aleshores per l'América de Mèxic. Al conjunt nord-americà hi militaria en tres etapes gairebé consecutives: 90/91, 92/93 i 94/95. Entre eixos espais, forma amb el Corinthians brasiler i el Shimizu S-Pulse japonés.
El 1995 recala en un altre equip del seu país, el Recife, i al següent al Reial Valladolid de la lliga espanyola. Amb el club castellà qualla una bona temporada 96/97, en la qual juga 37 partits. Però, la temporada 97/98 la xifra cau a només 13.
L'estiu de 1998 passa a la Universidad Católica de Xile, per retornar el 1999 a la competició espanyola, ara amb el Logroñés CF, que militava en Segona. Tan sols passa un any a l'equip riojà per retornar a Sud-amèrica, primer a l'Independiente de Santa Fe colombià i després al Recife de nou, on penjaria les botes el 2002.

## Internacional
Edú va ser internacional amb la selecció brasilera en deu ocasions.